# Уильямс, Джордж Норрис
Джордж Но́ррис Уи́льямс (англ. George Norris Williams , 28 сентября 1866 года, Окаихау, Нортленд, Новая Зеландия — 9 июля 1949 года, Доусон, Юкон, Канада) — политик, комиссар Юкона.
Отец, Чарльз Уильямс, приехал в Новую Зеландию из Саффокла, Англия, где в 1860 году женился на шестнадцатилетней новозеландке Саре Бирч.
С 1816 года Джордж Норрис Уильямс в течение двух лет занимал пост комиссара Юкона после ухода предыдущего комиссара, Джорджа Блэка, добровольцем на фронт.